# Rhipidia (Rhipidia) neglecta
Rhipidia (Rhipidia) neglecta is een tweevleugelige uit de familie steltmuggen (Limoniidae). De soort komt voor in het Neotropisch gebied.